# Émile Durkheim
Émile Durkheim (teljes nevén David Émile Durkheim; Épinal, 1858. április 15. – Párizs, 1917. november 15.) francia szociológus, filozófus és történész, a modern szociológia és kulturális antropológia atyja, legjelentősebb úttörő egyénisége, klasszikus alakja. Több iskolateremtő könyve és publikációja született általános társadalomelméleti kérdésekben, valamint a bűn, az öngyilkosság, a vallás és a vallásosság tárgyában.

## Élete
Vallását gyakorló, közösségének nyolc generáción át rabbikat adó, hagyományaihoz ragaszkodó lotaringiai zsidó családban született. Durkheim a családi tradícióval szakítva 1879-ben beiratkozott az École normale supérieure-be. Az iskola diákjaként olyan, később meghatározó jelentőségű személyiségekkel diákoskodott együtt, mint Henri Bergson és Jean Jaurès, s hatásukra Durkheim egész életében baloldali szellemiségű volt, így például a Dreyfus-perben is a meghurcolt katonatiszt ügye mellé állt. 1882-ben szerezte meg filozófiatanári képesítését. 
Az elkövetkezendő években különböző középiskolákban oktatott, majd 1886-tól egy évig németországi egyetemeken társadalomelméletet hallgatott. 1887-től a bordeaux-i egyetemen tanított pedagógiát és társadalomtudományt, s itt fogott bele tudományszervező munkásságába is. Kiterjedt tudományelméleti vitákat folytatott a szociológia elismertetéséért harcoló, de eltérő elméleti álláspontokra helyezkedő Gabriel Tarde-dal és René Wormsszal. 
A durkheimi iskola győzelmét szolgálta, hogy 1896-ban Bordeaux-ban megalapíthatta az ország első szociológiai tanszékét, s 1898-ban útjára indította a L’Année Sociologique című folyóiratot is. 1902-től haláláig a párizsi Sorbonne-on tanított szociológiát, ahol 1906-ban pedagógia-, 1913-ban pedig szociológiaprofesszori címet is kapott. Fia, André Durkheim 1915 decemberében az első világháborúban elesett, aminek következtében Durkheim búskomorságba esett, s alig két esztendő elteltével meghalt.

## Életműve
Durkheimet a francia és ezen keresztül a modern európai szociológia atyjaként tisztelik abban az értelemben, hogy a 19. század végén gyakorlati és elméleti tudományszervezői tevékenységével ő alapozta meg a tudományág önálló diszciplínaként való elismertetését.
Nézetei a pozitivista Auguste Comte és Herbert Spencer hatása alatt formálódtak, s a szociológia születendő tudományát a társadalmi tények (faits sociaux) diszciplínájaként határozta meg, melynek ebből kifolyólag meghatározó kerete a tényeken alapuló, empirikus kutatás. Úgy vélte, hogy ezek a társadalmi tények az egyéntől, a személyes tudattól és gyakorlattól függetlenek, és kizárólag a kollektív tudat (âme collective), illetve annak változásai határozzák meg.
Durkheim felfogása szerint a kollektív társadalmi tudat változásai kizárólag társadalmi, és nem biológiai vagy pszichológiai okokra vezethetőek vissza, azaz a szociológiai közeg szerepe meghatározó (szociologizmus). A társadalmi tények kizárólag statisztikákon keresztül ragadhatóak meg hitelesen. Így győződhetünk meg arról, hogy az egyéni gyakorlatok a statisztikai adatokkal kifejezett társadalmi tényekben összegződnek, s hiteles alapul szolgálnak további szociológiai elemzésekhez. Ugyanakkor egyfajta visszacsatolás is megfigyelhető: a társadalmi tények regisztere, azaz az egyéni gyakorlatok statisztikai adatokban történő összegződése egyúttal kirajzolja egy adott közösség norma- és értékrendszerét is, valamint megkönnyíti az azon a körön kívül eső egyéni gyakorlatok társadalmi devianciaként vagy bűnként való meghatározását. Ilyenformán a társadalmi tények vizsgálatával megragadható a közösség – konszenzus útján létrejött – normatív értékrendszere.
Durkheim társadalomfelfogásának legfontosabb hívószavai tehát a kollektív tudat, a társadalmi értékrendszer és a konszenzus. Ezek függvényében és egymásra hatásában vizsgálta a társadalmi tények esetleges változásait, a kollektív tudatban, a stabil értékrendszerben és a konszenzusban beálló zavarokat (anómiákat), illetve a társadalomnak az ezen zavarok megelőzését lehetővé tevő integratív és szolidaritáselvű szerepét. Kutatásainak gyakran állt fókuszában az öngyilkosság, pontosabban az öngyilkossági hajlam, amelynek vizsgálatával Durkheim arra jutott, hogy az öngyilkosságok éppen a társadalom integrációs erejében fennálló zavarokra vezethetőek vissza (1897-ben e tárgyban írt szociológiai monográfiája a műfaj iskolapéldája). 
Az általa kidolgozott anómiaelmélet szerint a társadalmi értékrendben, az egyének együttműködésében beálló ideiglenes zavarok nagy társadalmi paradigmaváltásokhoz, azaz egy tradicionálisból egy modernebb társadalomba való átmenethez köthetőek. Alapvetően azonban a társadalom tagjai – annak érdekében, hogy fenntartsák a konszenzus útján kialakult közösségi normákat – mechanikusan is együttműködnek (mechanikus szolidaritás / solidarité mécanique). A társadalom ugyan nagymértékben differenciálódott, a közösségi funkciók és szerepek rendkívül bonyolultak és összetettek, a társadalom ennek dacára működik – köszönhetően a mechanikus szolidaritásnak és a másik nagy durkheimi hívószónak, a társadalmi munkamegosztásnak (division sociale du travail).
A szociológia módszertanát megalapozó, a társadalomfelfogást gyökeresen megújító alapvetéseit 1895-ben foglalta össze A szociológiai módszer szabályai (Les règles de la méthode sociologique) című művében. Durkheim társadalomfelfogása nagy hatással volt a 20. század több jelentős társadalomtudósa, így Marcel Mauss, Claude Lévi-Strauss, Talcott Parsons munkásságára. Életművét és tudományos jelentőségét mások mellett a magyar Karády Viktor foglalta össze, aki 1970–1975 között Durkheim írásainak kritikai kiadásait is megjelentette Párizsban.

## Főbb művei
- De la division du travail social, étude sur l’organisation des sociétés supérieures, Paris, Alcan, 1893.

Magyarul: A társadalmi munkamegosztásról, ford. Csákó Mihály, Budapest, Osiris, 2001.
- Les règles de la méthode sociologique, Paris, Alcan, 1895.
- Le suicide: Étude de sociologie, Paris, Alcan, 1897.

Magyarul: Az öngyilkosság: Szociológiai tanulmány, ford. Józsa Péter, Budapest, Közgazdasági és Jogi, 1967.
- Les formes élémentaires de la vie religieuse: Le système totémique en Australie, Paris, Alcan, 1912.

Magyarul: A vallási élet elemi formái: A totemisztikus rendszer Ausztráliában, ford. Vargyas Zoltán, Budapest, L’Harmattan, 2003.
- Qui a voulu la guerre?: Les origines de la guerre d’après les documents diplomatiques, Paris, Colin, 1915.
- L’Allemagne au-dessus de tout: La mentalité allemande et la guerre, Paris, Colin, 1915.

## Magyarul
- A szociológia módszere; ford. Balla Antal; Franklin, Budapest, 1917 (Kultúra és Tudomány); Második kiadás: 1924(?)
- Az öngyilkosság. Szociológiai tanulmány; ford. Józsa Péter, bev. Cseh-Szombathy László; Közgazdasági és Jogi, Budapest, 1967
- A társadalmi tényről; vál., ford. Léderer Pál / Theodor Wiesengrund Adorno: Bevezetés Émile Durkheim "Szociológia és filozófia" című művének német kiadásához; ford. Balázs István; Kossuth, Budapest, 1972 (Szociológiai füzetek)
- A társadalmi tények magyarázatához. Válogatott tanulmányok; ford. Léderer Pál, Ádám Péter, vál. Léderer Pál, előszó Ferge Zsuzsa; Közgazdasági és Jogi, Budapest, 1978
- Nevelés és szociológia; ford. Farkas József, Kiss Árpád, Lakatos Mária, utószó Salamon Zoltán; Tankönyvkiadó, Budapest, 1980 (Pedagógiai források)
- A társadalmi munkamegosztásról; vál., bev. Csontos László, ford. Csákó Mihály; MTA Szociológiai Kutató Intézet, Budapest, 1986 (Magyar Tudományos Akadémia Szociológiai Kutató Intézetének kiadványai)
- A társadalmi munkamegosztásról; ford. Csákó Mihály, szerk., utószó Némedi Dénes; Osiris, Budapest, 2001 (Osiris könyvtár. Szociológia)
- A vallási élet elemi formái. A totemisztikus rendszer Ausztráliában; ford. Vargyas Zoltán, előszó Vargyas Gábor; L'Harmattan, Budapest, 2003 (Kultúrák keresztútján)